# Catedral de Sant'Agata
A Catedral de Sant'Agata, também conhecida como Basílica Catedral Metropolitana de Sant'Agata, é o principal local de culto católico em Catânia, a igreja mãe da arquidiocese metropolitana de mesmo nome e a sede da paróquia de mesmo nome.  
A catedral é dedicada à virgem e mártir Santa Ágata, padroeira da cidade de Catânia, e está localizada no centro histórico da cidade, no lado sudeste da Piazza del Duomo, no mesmo bairro ("Duomo di Catania" ou "Terme Achilliane-Piano di San Filippo"). A catedral preserva diferentes estilos: do normando ao barroco e ao neoclassicismo . Nas linhas originais, constituía um exemplo de uma "ecclesia munita", ou "igreja-fortaleza" .  Foi a sede dos Bispos de Catânia até 1859, quando a diocese foi elevada a arquidiocese, e desde então tem sido a sede dos Arcebispos de Catânia .

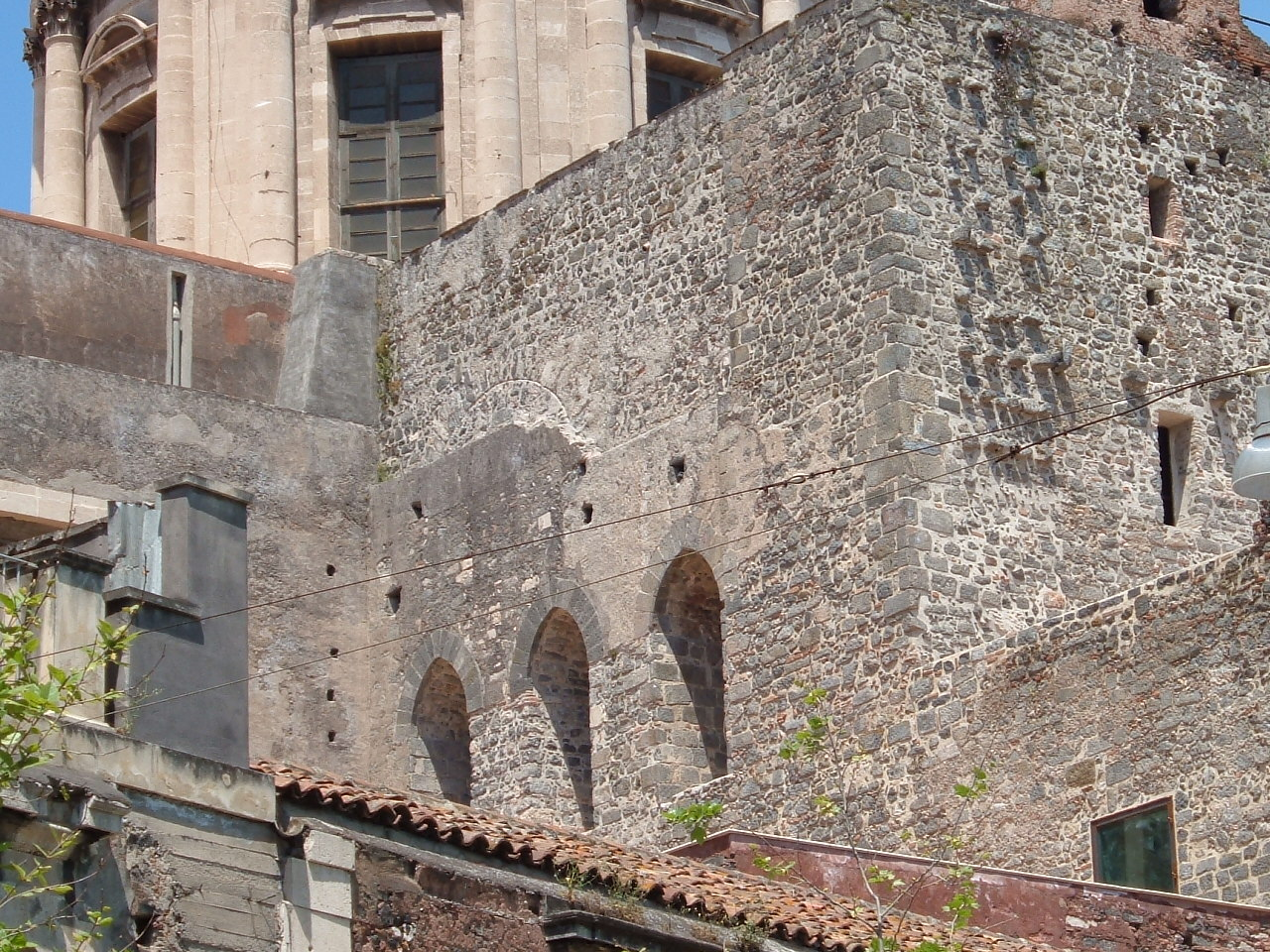
Detalhe do lado sul do transepto original da catedral (século XI).

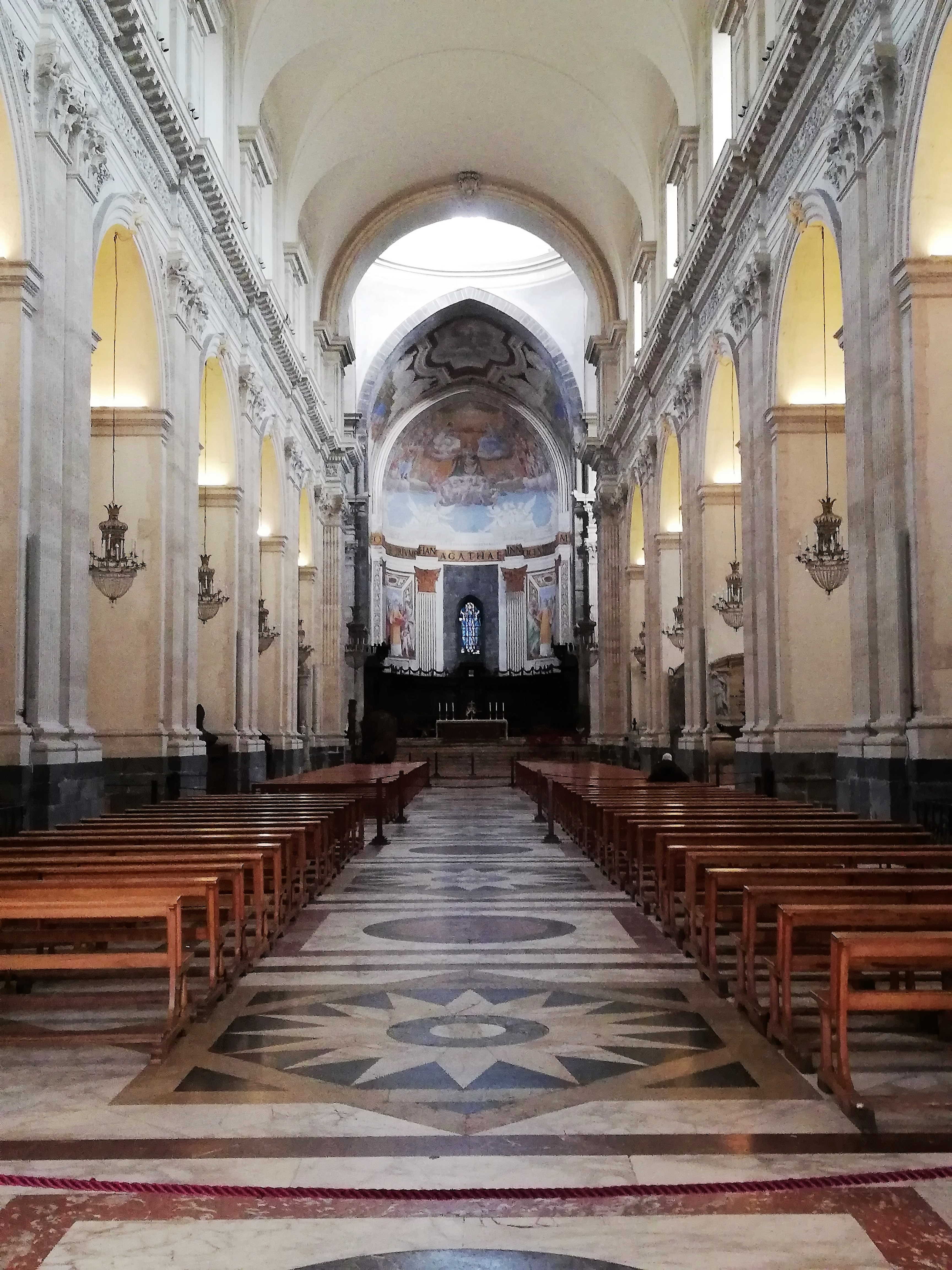
Nave.

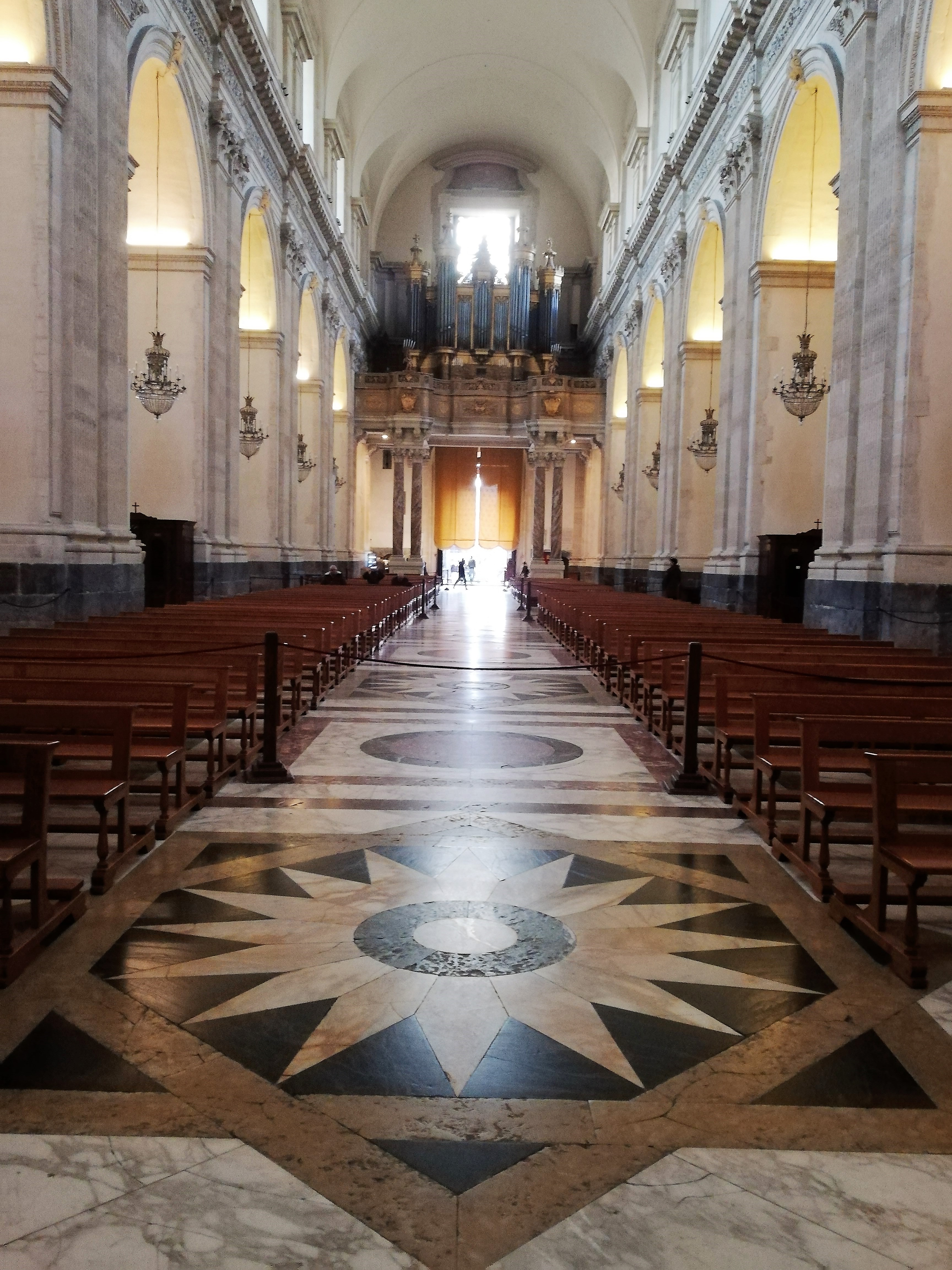
Contra-fachada.

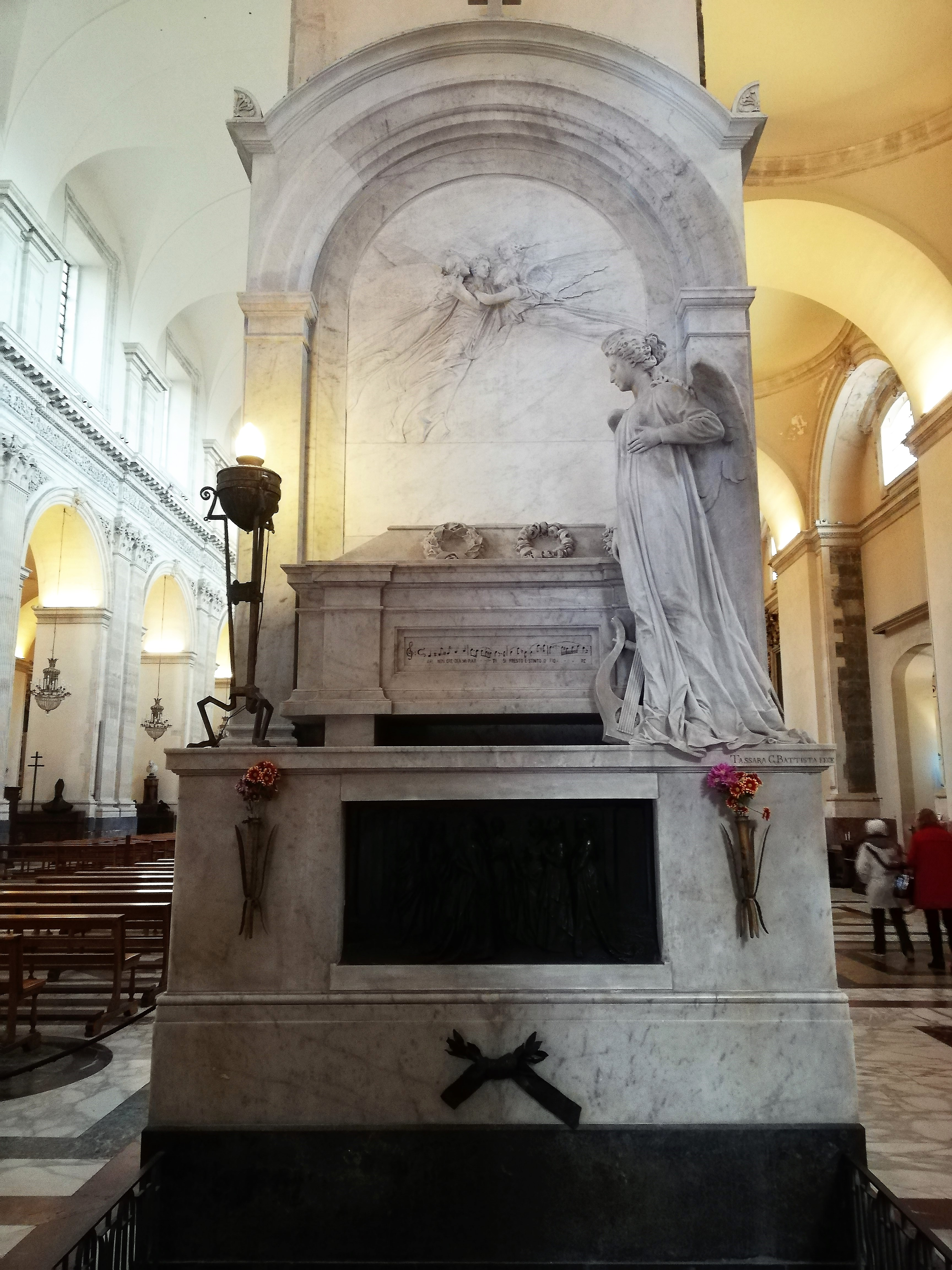
Monumento funerário de Vincenzo Bellini.

## Feriados religiosos
- 3, 4, 5 de fevereiro,  Festa de Santa Ágata .
- 17 de agosto, Celebrações do aniversário do retorno dos restos mortais de Constantinopla .